# ジャン・バティスト・ブサンゴー

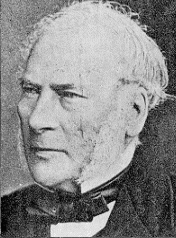
ジャン・バティスト・ブサンゴー

ジャン・バティスト・ブサンゴー（フランス語: Jean Baptiste Joseph Dieudonne Boussingault、1801年2月1日 - 1887年5月11日）は、フランスの化学者である。農学の創始者のひとりで、植物に含まれる炭素のもとが空気中の二酸化炭素によることを示した。

## 経歴
1801年にパリに生れた。サンテチェンヌの鉱山学校（後のサンテティエンヌ国立高等鉱業学校）を卒業した後、イギリスの会社の鉱山技師として南アメリカに渡った。その後もアメリカ大陸を旅した。フランスに戻るとリヨンの化学の教授になった。
1839年にパリ技術博物館（Conservatoire des Arts et Metiers）の農学と分析化学の教授になった。1848年に穏健な共和党員として議員に選ばれるが、その3年後に政治的理由で教授職から去った。1878年にコプリ・メダルを授与された。
農学の分野で植物の細胞をつくる炭素が「空気中の二酸化炭素から合成されるものか、地中の根から吸収されたものであるか」の論争に、実験によって結論つけた。